# Vítor Gazimba
Vítor Hugo Brito Gazimba, född 1 oktober 1987, är en portugisisk fotbollstränare.

## Karriär
Gazimba studerade idrottsvetenskap i hemlandet Portugal och började sin tränarkarriär i Juventude Évoras ungdomslag. Han var därefter huvudtränare i Ericeirense. I januari 2014 rekryterades Gazimba till norska Strømsgodset IF av klubbens utvecklingschef Haakon Lunov. Han var i Strømsgodset ansvarig för klubbens ungdomsakademi och tränare för U21-laget. 2016 fick Gazimba "UEFA A Licence" efter en avhandling om lärandet inom fotboll.
I januari 2019 blev Gazimba anställd som huvudtränare i Kongsvinger IL. Han ledde Kongsvinger till en 5:e plats i 1. divisjon 2019 och till den andra omgången i uppflyttningskvalet, men valde efter endast en säsong att lämna klubben.
I januari 2020 blev Gazimba klar som ny assisterande tränare i Örebro SK som ersättare till Daniel Bäckström. Den 2 juni 2021 tog han över som huvudtränare i Örebro efter att tidigare tränaren Axel Kjäll fått en tjänst som fotbollschef i klubben. Den 7 oktober 2021 meddelade Örebro SK att de sparkade Gazimba och istället tog in Marcus Lantz som huvudtränare.